# Dalu 10 A
Dalu 10 A is een bestuurslaag in het regentschap Deli Serdang van de provincie Noord-Sumatra, Indonesië. Dalu 10 A telt 7202 inwoners (volkstelling 2010).